# 喜入忠続
喜入 忠続（きいれ ただつぐ）は、安土桃山時代から江戸時代前期にかけての武将。島津氏の家臣、後に薩摩藩の家老。

## 生涯
元亀2年（1571年）、薩摩国島津氏の家臣・喜入季久の四男として誕生。
幼少より薩摩国の浄光明寺へ仏門入りし、長阿弥長重と名乗った。しかし、喜入氏を相続した長兄・久道の一男一女が共に早世、更にその養嗣子となる筈であった島津義弘の四男・万千代丸も9歳で夭折したことから、島津義久が細川幽斎へ相談した結果、天正17年（1589年）に忠続を還俗させ久道の養子として跡目を継がせると決した（久道は慶長5年（1600年）8月に死去）。
還俗し武将となると、義弘の供をして文禄・慶長の役に従軍、関ヶ原の戦いにも参戦したが、義弘一行とははぐれたため近衛信尹を頼り暫くの間、館に逗留した。無事に薩摩への帰国を果たすと、今度は島津忠恒の命により、薩摩へ匿われていた宇喜多秀家の助命のための使者に任じられ、徳川秀忠へ謁見すべく薩摩と江戸を度々往復した。このとき忠恒は、忠続の交渉を捗々しいものとするために、忠続に島津姓を名乗れるよう義久から許諾を取っている。また、徳川家康の征夷大将軍宣下の際にも祝儀の使者を務めた。
慶長9年（1604年）、長男の忠栄が、関ヶ原の戦い（島津の退き口）で討ち死にした島津豊久の跡目として、その弟・忠仍の娘婿となったため、次男の忠高が嫡子となった。
慶長13年（1608年）、義久の代理として、家久（忠恒）代理の島津常久と共に江戸へ上がり、慶長19年（1614年）には、有馬直純の転封に伴いその旧領にいるキリシタンの退治の為に山口直友が下向した際は、忠続ら数名がその逗留の為の諸事を任されている。
元和4年（1618年）、島津家久の家老に任じられる。その後も家久の使者として度々江戸へ上がり、家老役も寛永10年（1633年）まで務め上げた。また、家老役を辞した同年、義父・久道以来領有してきた永吉（現・鹿児島県鹿児島市永吉）から領地替えされ、父・季久の旧領である鹿籠（現・鹿児島県枕崎市）を賜った。寛永18年（1641年）、家久の跡を継いだ光久にも仕え、徳川家綱誕生の祝儀の使者として江戸に上がっている。
正保2年（1645年）に死去した。享年75。